# Crematogaster nigrans
Crematogaster nigrans är en myrart som beskrevs av Auguste-Henri Forel 1915. Crematogaster nigrans ingår i släktet Crematogaster och familjen myror. Inga underarter finns listade i Catalogue of Life.